# Ad Kraamer
Ad Kraamer (Middelburg, 18 oktober 1945) is een Nederlandse muziekproducent die onder de artiestennaam Marc Winter ook enkele platen uitbracht.

## Loopbaan
Zijn grootste hit scoorde hij met De heilsoldaat in 1974. Dit nummer bereikte de tweede plaats in de Daverende Dertig en de Veronica Top 40.
Verder heeft hij een lp uitgegeven in 1974 bij platenmaatschappij "De Zilvervloot" met als titel zijn naam "Marc Winter", hierop staat onder andere Floris V, De heilsoldaat en De overwegwachter, is er een verzamelalbum uitgegeven door CNR 541.658 in 1977 met de titel "De beste van Marc Winter" en een verzamelalbum onder de noemer "Toppers van toen" op CNR 340.015 in 1977.
In de jaren zestig maakte hij deel uit van Bob Smit & het Duke City Sextet. Bij deze groep bespeelde hij de accordeon, piano en orgel. 
Hij was onder meer de producent van:
- André van Duin
- Zangeres Zonder Naam
- Dennie Christian
- De Deurzakkers
- Guus Meeuwis & Vagant

Kraamer heeft een eigen geluidsstudio in zijn woonplaats Drunen.